# Xavier Beauvois
Xavier Beauvois (20 de marzo de 1967) es un actor, director de cine y guionista francés.

## Biografía
Xavier Beauvois es hijo de Francis Beauvois, auxiliar de farmacia, y de Gabrielle Chovaux, profesora de costura y concejal municipal socialista, vecinos de  Aire-sur-la-Lys (Pas-de-Calais). El joven Beauvois descubrió el cine gracias a Jean Douchet, historiador y experto cinematográfico que fue a dar una conferencia a Calais. Sin terminar el bachillerato, Beauvois se trasladó a París y entró en contacto con el Institut des hautes études cinématographiques (IDHEC). Autodidacta, el cineasta declaró que su fracaso en el acceso al IDHEC no mermó sus ganas de dedicarse al cine: «No tenía nada que ver con el arte de hacer su película. No estar a la altura me era absolutamente indiferente». Xavier Beauvois está casado con la editora Marie-Julie Maille, y del matrimonio han nacido dos hijos: Arthur (1992) y Antoine (1996).
Su película Don't Forget You're Going to Die se presentó en el Festival de Cine de Cannes de 1995 y ganó el Premio del Jurado. Su película De dioses y hombres recibió el Gran Premio y el Premio del Jurado Ecuménico en el Festival de Cine de Cannes de 2010. La película también fue seleccionada para representar a Francia como Mejor Película en Lengua Extranjera en la 83.ª edición de los Premios de la Academia. pero no llegó a la lista final.
Su película de 2014 La Rançon de la gloire, fue seleccionada para competir por el León de Oro en la 71.ª edición del Festival Internacional de Cine de Venecia.

## Filmografía
| Año  | Título                           | Función  | Función   | Función | Notas |
| Año  | Título                           | Director | Guionista | Actor   | Notas |
| ---- | -------------------------------- | -------- | --------- | ------- | --- |
| 1986 | Le Matou                         | Sí       | Sí        |         | Cortometraje |
| 1988 | Daniel endormi                   |          |           | Sí      | Cortometraje |
| 1991 | Nord                             | Sí       | Sí        | Sí      | Montreal World Film Festival - Jury Prize Montreal World Film Festival - First Film Prize Montreal World Film Festival - FIPRESCI Prize Nominated—César a la mejor primera obra Nominated—César a la mejor revelación masculina Nominated—European Film Award for Best Film Nominated—European Film Award for European Discovery of the Year |
| 1991 | Le Ciel de Paris                 |          |           | Sí      | |
| 1994 | Aux petits bonheurs              |          |           | Sí      | |
| 1994 | Lovers                           |          |           | Sí      | |
| 1995 | Don't Forget You're Going to Die | Sí       | Sí        | Sí      | Cannes Film Festival - Jury Prize Gijón International Film Festival - Special Jury Award Prix Jean Vigo |
| 1996 | Ponette                          |          |           | Sí      | |
| 1997 | Day and Night                    |          |           | Sí      | |
| 1998 | Disparus                         |          |           | Sí      | |
| 1999 | Night Wind                       |          | Sí        | Sí      | |
| 1999 | Les Infortunes de la beauté      |          |           | Sí      | No acreditado |
| 2000 | To Matthieu                      | Sí       | Sí        |         | Nominated—Venice Film Festival - Golden Lion |
| 2000 | João Mata Sete                   | Sí       | Sí        |         | |
| 2004 | Arsène Lupin                     |          |           | Sí      | |
| 2005 | The Young Lieutenant             | Sí       | Sí        | Sí      | Venice Film Festival - Europa Cinemas Label Nominated—César a la mejor película Nominated—César a la mejor dirección Nominated—César al mejor guion original o adaptación Nominated—Globes de Cristal Award for Best Film |
| 2006 | Bad Faith                        |          |           | Sí      | No acreditado |
| 2007 | The Witnesses                    |          |           | Sí      | |
| 2007 | 24 Bars                          |          |           | Sí      | |
| 2007 | Le Tueur                         |          |           | Sí      | |
| 2008 | Female Agents                    |          |           | Sí      | |
| 2008 | Disco                            |          |           | Sí      | |
| 2008 | Marie-Octobre                    |          |           | Sí      | Telefilm |
| 2009 | Notre ami Chopin                 | Sí       | Sí        |         | Cortometraje |
| 2009 | Duel en ville                    |          |           | Sí      | Telefilm |
| 2009 | Villa Amalia                     |          |           | Sí      | |
| 2009 | À bicyclette                     |          |           | Sí      | Cortometraje |
| 2009 | Deux                             |          |           | Sí      | Cortometraje |
| 2010 | The Chameleon                    |          |           | Sí      | |
| 2010 | Rendez-vous avec un ange         |          |           | Sí      | |
| 2010 | De dioses y hombres              | Sí       | Sí        |         | Cannes Film Festival - Grand Prix Cannes Film Festival - Prize of the Ecumenical Jury César a la mejor película Christopher Award for Feature Film Cinema Mundi International Film Festival - Best Film French Syndicate of Cinema Critics - Best French Film London Film Critics' Circle Award for Foreign Language Film of the Year Lumières Award for Best Film National Board of Review Award for Best Foreign Language Film Palm Springs International Film Festival - FIPRESCI Prize Silver Condor Award for Best Foreign Film Nominated—Amanda Award for Best Foreign Feature Film Nominated—BAFTA Award for Best Film Not in the English Language Nominated—Bodil Award for Best Non-American Film Nominated—César Award for Best Director Nominated—César Award for Best Original Screenplay Nominated—European Film Award for Best Film Nominated—Globes de Cristal Award for Best Film Nominated—Lumières Award for Best Director Nominated—Nastro d'Argento for Best European Director Nominated—Robert Award for Best Non-American Film Nominated—Toronto Film Critics Association Award for Best Foreign Language Film |
| 2011 | Casa de tolerancia               |          |           | Sí      | |
| 2011 | Early One Morning                |          |           | Sí      | |
| 2012 | Farewell, My Queen               |          |           | Sí      | |
| 2012 | Au galop                         |          |           | Sí      | |
| 2012 | Quand je serai petit             |          |           | Sí      | |
| 2013 | Turf                             |          |           | Sí      | |
| 2013 | A Castle in Italy                |          |           | Sí      | |
| 2013 | Love Is the Perfect Crime        |          |           | Sí      | |
| 2014 | Bodybuilder                      |          |           | Sí      | |
| 2014 | The Price of Fame                | Sí       | Sí        | Sí      | Nominated—Venice Film Festival - Golden Lion |
| 2016 | Chocolat                         |          |           | Sí      | |
| 2016 | The End                          |          |           | Sí      | |
| 2017 | Les Gardiennes                   | Sí       | Sí        |         | |
| 2017 | Let the Sunshine In              |          |           | Sí      | |
| 2018 | The Summer House                 |          |           | Sí      | |

## Premios y distinciones
Festival Internacional de Cine de Cannes
| Año  | Categoría                   | Película                   | Resultado |
| ---- | --------------------------- | -------------------------- | --------- |
| 1995 | Premio del Jurado           | No olvides que vas a morir | Ganador   |
| 2010 | Premio del Jurado           | De dioses y hombres        | Ganador   |
| 2010 | Premio del Jurado Ecuménico | De dioses y hombres        | Ganador   |

Festival Internacional de Cine de Venecia
| Año  | Categoría                   | Película            | Resultado |
| ---- | --------------------------- | ------------------- | --------- |
| 2005 | Premio Label Europa Cinemas | El pequeño teniente | Ganador   |